# Шробенгаузен
Шробенгаузен (нім. Schrobenhausen) — місто в Німеччині, розташоване в землі Баварія. Підпорядковується адміністративному округу Верхня Баварія. Входить до складу району Нойбург-Шробенгаузен.
Площа — 75,31 км2. Населення становить 17 381 ос. (станом на 31 грудня 2020).